# アニーカ (小惑星)
アニーカ (817 Annika) は小惑星帯の小惑星である。ドイツの天文学者マックス・ヴォルフがハイデルベルクのケーニッヒシュトゥール天文台で発見した。
名前の由来は不明である。